# Lost Monarch
A Lost Monarch (Elveszett uralkodó) egy tengerparti mamutfenyő (Seqoia sempervirens) példány, egyike a világ legnagyobb tömegű fáinak, fajának pedig valószínűleg legnehezebb ismert tagja. A törzse alapjánál mintegy 8 m átmérőjű (a sarjhajtásokkal együtt), és 98 m magas. A központi törzs figyelembe vételével azonban csak az ötödik legnagyobb, a Del Norte Titan ebben az esetben a rekorder.

## Felfedezése és elhelyezkedése
Michael Taylor és Stephen C. Sillett fedezte fel a Jedediah Smith Mamutfenyves Állami Parkban, a "Titánok Ligete" nevű területen. A pontos helye nem nyilvános, hogy megvédjék a környezetét a turistáktól és egyéb kártételektől. A fa mintegy 989 m³ fát tartalmaz, körülötte néhány hasonlóan gigantikus társával, együttesen pedig a fajtájuk legnagyobbjai közé tartoznak. Néhányuknak még neve is van, a felfedezőiknek hála, például El Viejo del Norte, Screaming Titans, Eärendil és Elwing, vagy Stalagmight.
2012 februárjában szerepet kapott a BBC 4 stúdió James Aldred vezette műsorában, a Jim és a Mamutfenyők címűben.

## Epifitonok
A Lost Monarch otthona rengeteg epifiton fajnak. Ezek közül a legjelentősebb a Polypodium scouleri, amelyből egy 2003-as becslés alapján megközelítőleg 450 kg élt eme óriáson.

## Fordítás
Ez a szócikk részben vagy egészben  a   Lost Monarch című angol Wikipédia-szócikk ezen változatának fordításán alapul.  Az eredeti cikk szerkesztőit annak laptörténete sorolja fel. Ez a jelzés csupán a megfogalmazás eredetét és a szerzői jogokat jelzi, nem szolgál a cikkben szereplő információk forrásmegjelöléseként.